# Lycée Georges-Baumont
Pour les articles homonymes, voir Georges Baumont et Baumont.
Le lycée Georges-Baumont est un lycée polyvalent qui se situe dans la ville de Saint-Dié-des-Vosges, dans la région Grand Est en France.

## Historique
La ferme proche du sommet de l'Ortimont, dénommé Roche de Retondimons par sa forme arrondie, visible de loin depuis les divers chemins de montagne ou de vallée gagnant la petite ville de Saint-Dié, a été construite à l'époque médiévale bien avant le refroidissement climatique des années 1300, au milieu des vignes et de petites maisonnées rurales éparses ; la construction de la bâtisse est à l'origine indissociable d'une chapelle "sainte Roche" accolée à ladite ferme et d'un établissement de médecine et bains pour le soins des malades nécessiteux et autres pestiférés, qui ne peuvent entrer dans la ville et doivent rester dans les vignes après la Grande Peste. Le chanoine de Saint-Dié, Walterinus Lud alias Vautrin Lud, chapelain du duc de Lorraine et procureur général des mines du duché, a richement doté au XVIe siècle à la fois l'hospice, la maladrerie et la chapelle qui est dédiée depuis le siècle précédent à Saint Roch et saint Sébastien, les protecteurs chrétiens des épidémies pesteuses.
L'aménagement urbain ou péri-urbain des petits champs et prés séparés de haies, encore attestés au XVIIIe siècle, du plateau Saint-Roch à l'est de la ferme-chapelle de Saint-Roch sur le contrefort du vallon du ruisseau Robache, marqué par des grands ormes porteurs de chapelottes, est tardif. La transformation en casernes et camps de manœuvres militaires a été initiée pendant la Grande Guerre, mais les modestes équipements de l'infanterie, de l'artillerie et du génie sont progressivement délaissés durant l'entre-deux-guerres. Au cours des années soixante, l'espace de friches et de logements insalubres sur le plateau de l'Orme sous Saint-Roch est progressivement nettoyé et repris pour y placer écoles et collèges qu'appellent l'allongement au moins jusqu'à 16 ans et la massification des études, imposés par la réforme Berthoin et le décret Capelle au début de la Ve République. Leurs constructions sont lancées dans les années 1967 et 1968, le lycée technique de l'Orme-quartier saint Roch est dénommé après 1975 en l'honneur de Georges Baumont, historien de Saint-Dié.

## Formation
Le lycée propose trois types de formation, allant de la seconde au BTS.

### Formation professionnelle
- Bac Pro Cybersécurité Informatique et réseaux Electronique (CIEL)
- Bac Pro Métiers de l'Électricité et de ses Environnements Connectés (MELEC)
- Bac Pro Technicien en Chaudronnerie Industrielle (TCI)
- Bac Pro Technicien en Réalisation de Produits Mécaniques (TRPM)
- Bac Pro Maintenance des Systèmes de Production Connectés (MSPC)

- CAP Métallier
- Certificat de Spécialisation Technicien en Tuyauterie
- Certificat de Spécialisation Maintenance des Installations Oléohydrauliques et Pneumatiques

### Formation générale et technologique
- Baccalauréat général scientifique avec 5 spécialités : Maths, NSI, Physique, SVT, SI.
- Baccalauréat sciences et technologies de l'industrie et du développement durable (STI2D) avec 3 spécialités : EE (Énergie et Environnement) ; ITEC (Innovation technique et eco-conception) et SIN (Système Informatique et Numérique)

### Brevet de technicien supérieur
- BTS Electrotechnique

## Spécificités
Les lycéens sont incités à la création de mini-entreprises. En 2018, la sixième  mini-entreprise est créée.
Le lycée propose à ses élèves une pension complète ou une demi-pension. À ce titre, il dispose d'un internat et d'une cantine qui sert 1 200 repas chaque jour à midi et environ 130 le soir, repas où « tout est fait sur place ».
Le lycée a obtenu le Label « lycée des métiers de l'ingénierie et des créations industrielles ; places labellisées internat d'excellence ».

## Personnalités
- Christian Veillet (1954), astronome, y a enseigné les mathématiques.